# Tobias Nierop
 (janvier 2019).
Si vous disposez d'ouvrages ou d'articles de référence ou si vous connaissez des sites web de qualité traitant du thème abordé ici, merci de compléter l'article en donnant les références utiles à sa vérifiabilité et en les liant à la section « Notes et références ».
Tobias Nierop, né le 13 décembre 1987 à Amsterdam,, est un acteur néerlandais.

## Filmographie

### Cinéma et téléfilms
- 2001 : Paradiso : Rik van Dijk
- 2003 : Beet : Sjoerd
- 2003-2004 : Bergen Binnen (nl) : Rens van Wely
- 2004 : Sophie en Arthur : Harold
- 2005 : Enneagram : L'ami de Marco
- 2005-2006 : Hotnews.nl (nl) : Kevin
- 2006 : Van Speijk : Ton Grotegast
- 2008 : Parels & Zwijnen (nl) : Nino
- 2008 : Spoorloos verdwenen (nl) : Karsten van Wijk
- 2011 : Seinpost Den Haag (nl) : Pol
- 2012 : Lijn 32 (nl) : Dennis Koudstaal
- 2012 : Oom Henk (nl) : Koen
- 2012 : Hoogtepunt : Martijn
- 2013 : Mad Sausage : L'acteur
- 2013 : Chez Nous (nl) : Ramon
- 2014-2015 : Moordvrouw : Floris Hoeke
- 2015 : Dagboek van een callgirl (nl) : Daniël Holt
- 2015 : Buddy : Chris
- 2015 : Vechtershart (nl) : Docteur Alexander Pera
- 2016 : Project Orpheus : IJsbrand van Dedem
- 2016 : Weemoedt (nl) : Koert 's Gravenzande
- 2016 : Giraffe : Jurjen
- 2017 : Zenith : Stefan
- 2017 : Weeën : Willem
- 2018 : Smeris (nl) : Ben Dolmans
- 2018 : Boys on Film 18: Heroes : Chris
- 2018 : Ransom : Elian
- 2018 : Het Internet : Jonas Kleimuller
- 2018 : Suspects : Wout van Laarhoven